# Gnatowo (kolonia w województwie warmińsko-mazurskim)
Gnatowo – kolonia mazurska w Polsce, położona w województwie warmińsko-mazurskim, w powiecie kętrzyńskim, w gminie Kętrzyn.
Do 1954 w granicach Kętrzyna. W latach 1975–1998 miejscowość administracyjnie należała do województwa olsztyńskiego.
Wieś należy do sołectwa Gnatowo.